# Santo Estêvão (Chaves)
Santo Estêvão is een plaats (freguesia) in de Portugese gemeente Chaves en telt 632 inwoners (2001).